# Wartenberg (altmärkisch-nordthüringisches Adelsgeschlecht)

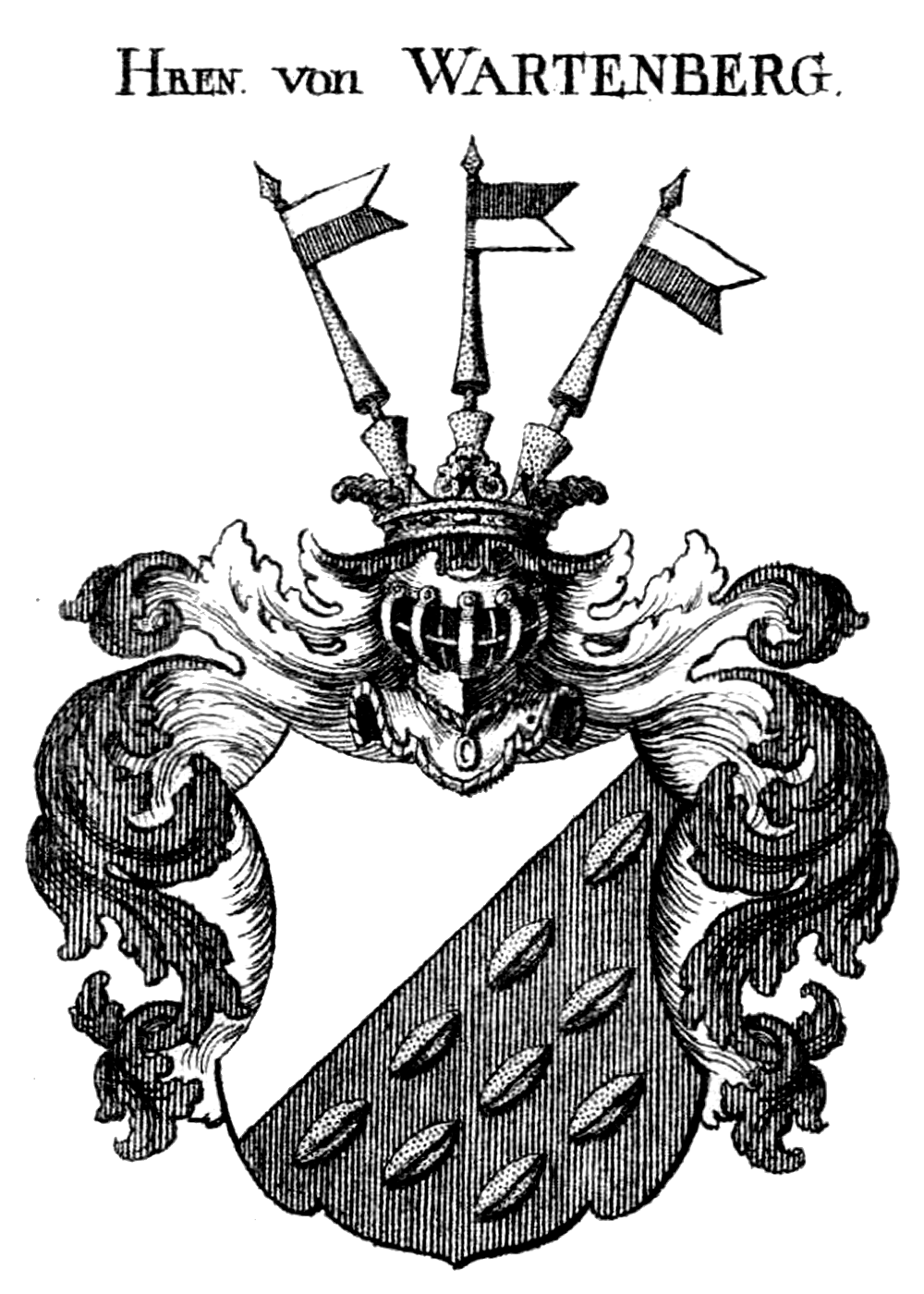
Wappen derer von Wartenberg

Die Familie von Wartenberg ist ein altes Adelsgeschlecht, das in der Altmark und im nördlichen Thüringen beheimatet war. Es ist nicht zu verwechseln mit der gleichnamigen böhmischen Familie Wartenberg anderen Stammes. Sein gleichnamiges Stammhaus befand sich im Kreis Stendal. Erster urkundlich erwähnter Vertreter der Familie ist Fridericus de Wardenberge, der in der ältesten Urkunde der Stadt Perleberg vom 6. April 1239 genannt wird. Die Stammreihe beginnt mit Achim von Wartenberg um 1540.

## Wappen
Das schräglinks geteilte Wappen ist oben Silber ohne Bild, unten zeigt es in Rot neun (4:3:2) goldene Roggenkörner. Auf dem Helm mit rot-silbernen Decken 3 goldene Turnierlanzen, außen mit von Rot über Silber, in der Mitte von Silber über Rot geteilten, ausgezackten Fähnchen.

## Bekannte Familienmitglieder

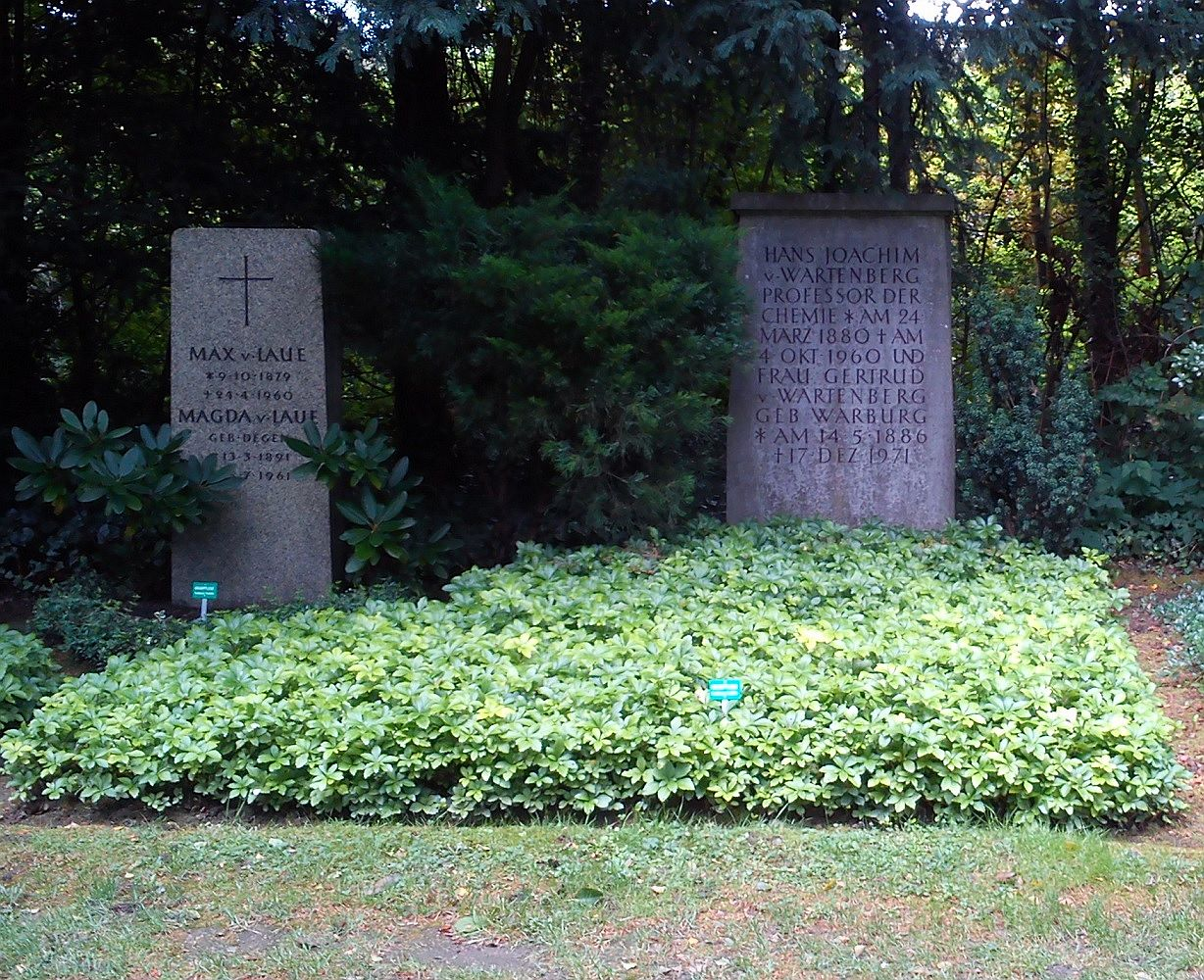
Göttingen, Stadtfriedhof: Gräber von Max von Laue und Hans-Joachim von Wartenberg (1880–1960)

- Hartwig Karl von Wartenberg (1711–1757), preußischer Generalleutnant
- Friedrich Wilhelm von Wartenberg (1725–1807), preußischer Generalleutnant, Ritter des Schwarzen Adlerordens
- Rudolf von Wartenberg (1816–1898), preußischer Generalleutnant und Kommandeur des Kadettenkorps
- Georg von Wartenberg (1846–1919), preußischer Generalmajor
- Maximilian von Wartenberg (1854–1910), preußischer Generalmajor
- Hermann von Wartenberg (1857–1917), preußischer General der Infanterie
- Friedrich von Wartenberg (General) (1859–1943), preußischer Generalmajor
- Oskar von Wartenberg (1859–1925), preußischer Generalmajor
- Heinrich von Wartenberg (General) (1865–1940), preußischer Generalmajor
- Hans Joachim von Wartenberg (1880–1960), ordentlicher Professor der Chemie an der Universität Göttingen
- Bodo von Wartenberg (1890–1954), deutscher Generalmajor
- Ludolf von Wartenberg (* 1941), Politiker, MdB (CDU)
- Marion von Wartenberg (* 1957), deutsche Seelsorgerin und Gewerkschafterin